# 維略蓬喬山
14°12′34″S 70°49′14″W / 14.20944°S 70.82056°W
維略蓬喬山（Huillopuncho），是秘魯的山峰，位於該國東南部普諾大區，由梅爾加省的努尼奧瓦區負責管轄，屬於韋爾卡努塔山脈的一部分，海拔高度約5,100米。